# Altdorf (bei Böblingen)
Altdorf este o comună din districtul rural Böblingen, landul Baden-Württemberg, Germania. Deoarece există mai multe localități cu acest nume, atunci când este necesar se precizează astfel: Altdorf (bei Böblingen).
1. ↑  Alle politisch selbständigen Gemeinden mit ausgewählten Merkmalen am 31.12.2018 (4. Quartal) (în germană), Statistisches Bundesamt[*], arhivat din original la 10 martie 2019, accesat în 10 martie 2019